# ASDIC
Cet article possède un paronyme, voir Aspic.

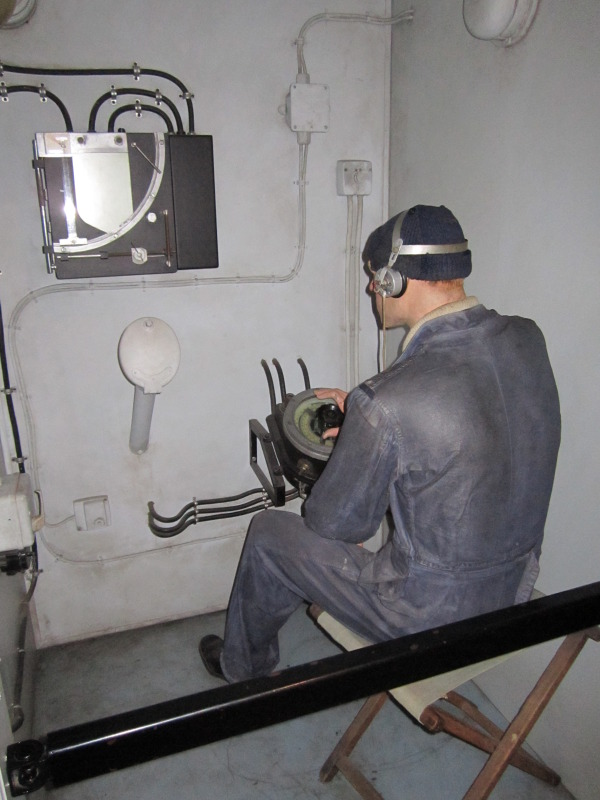
Reconstitution d'un poste ASDIC à bord d'un destroyer de la Royal Navy au début de la Seconde Guerre mondiale dans un musée maritime à Liverpool.

L’ASDIC (acronyme de Anti-Submarine Detection Investigation Committee) est l'ancêtre du sonar actif. 

## Historique

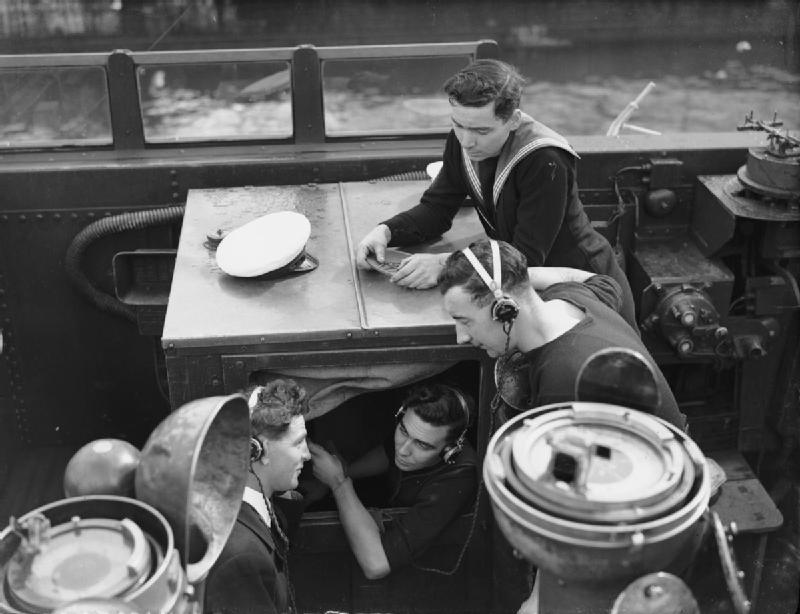
Officier de contrôle de lutte anti-sous-marine et trois opérateurs écoutant les appareils ASDIC d'un destroyer classe A en 1944.

Les premiers matériels acoustiques sous-marins utilisés de manière effective sont les systèmes de détection passive, c’est-à-dire des microphones immergés orientables, permettant à un opérateur de détecter un bruit et de déterminer grossièrement sa direction.
Cette technique de détection sous-marine rudimentaire est complétée par les avancées d’une technique prometteuse de détection active initiée par le scientifique canadien Reginald Fessenden, qui inspiré par le naufrage du Titanic, met au point en 1912 un transducteur électrodynamique afin de permettre la détection d’icebergs.
Le détecteur piézoélectrique de sous-marin est inventé durant la Première Guerre mondiale par des équipes de scientifiques français, britanniques et américains dont Paul Langevin et Constantin Chilowski. Les premiers transducteurs à ultrasons de quartz furent mis au point en 1917 par le canadien Robert William Boyle (principe découvert en 1880 par Jacques et Pierre Curie). Les premiers essais sont réalisés début 1918 par le professeur Langevin dans le port militaire de Toulon à partir du remorqueur Vigoureux avec une succession de résultats encourageants : le 26 février 1918 sur une porte du bassin Vauban : le 4 mai à 400 et 500 mètres sur le sous-marin Messidor de la classe Pluviôse, puis à 600/800 mètres le 15 mai. Enfin, les essais de juin-juillet 1918 feront l'objet de la conclusion suivante : 
« La méthode de l'écho par ultrasons fournit un procédé nouveau efficace, et dès maintenant applicable pour la poursuite et l’attaque des sous-marins en plongée, dès que les fonds dépassent quarante mètres. ».
En octobre 1918, il détecte un sous-marin entre un et deux kilomètres et parvient à faire passer un message à 8 000 mètres. L'armistice de 1918 ralentit les recherches et arrête la coopération entre les alliés de la Première Guerre mondiale.
Alors qu'en France, le développement de cette technique est abandonné, le Royaume-Uni qui a mis en service son premier prototype en août 1918 sur le bateau de pêche réquisitionné Hiedra aboutit à un appareil opérationnel type 112 puis au type 114 qui est embarqué sur le destroyer HMS Rocket en 1922, tandis que le type 113 équipe le sous-marin HMS H32 de classe H.
L'appellation Asdic est utilisée durant la Seconde Guerre mondiale par les Britanniques et leurs alliés mais son origine est obscure. Elle aurait été utilisée pour la première fois dans un rapport pour Anti-Submarine Division. En décembre 1939, Winston Churchill qui utilise le terme Asdic devant la Chambres des Communes en demande l'explication à l'Amirauté britannique qui lui fournit la réponse de Anti-Submarine Detection Investigation Committee bien qu'un tel comité n'ait, semble-t-il, jamais existé.
Ce moyen de détection, couplé aux hydrophones, permettait aux destroyers et corvettes alliés de localiser les sous-marins de l'Axe. Ce dispositif fut l'une des clés de la victoire de ceux-ci durant la troisième bataille de l'Atlantique contre les sous-marins allemands. 
Sa première utilisation réussie au combat a lieu le 14 septembre 1939 lorsque le U-39, qui a tenté de torpiller le porte-avions HMS Ark Royal (91) au nord-ouest de l'archipel de Saint-Kilda, au large des Hébrides extérieures et de l'Écosse, est coulé ensuite dans l'Atlantique nord au nord-ouest de l'Irlande à la position géographique de 58° 32′ N, 11° 49′ O par des charges de profondeur lancées par les destroyers britanniques HMS Faulknor, HMS Foxhound et HMS Firedrake qui ont recours à un ASDIC pour le repérer et l'obligent finalement à faire surface. Subissant des coups de canon des trois destroyers, l'évacuation du sous-marin est ordonnée. Les 44 membres d'équipage sont tous faits prisonniers après cette attaque. Le U-39 est le premier sous-marin allemand coulé durant ce conflit.
En août 1943, la Royal Navy dispose de 2 690 navires équipés d'Asdic. Environ 70 escorteurs sont équipés à partir de mai 1943 du mortier anti-sous-marin Squid, télécommandé directement depuis le poste de contrôle Asdic.
À partir de 1943, le terme « Sonar »  (SOund Navigation And Ranging ) employé par les États-Unis supplante peu à peu le terme « ASDIC » et devient d'un emploi universel.

## Caractéristiques

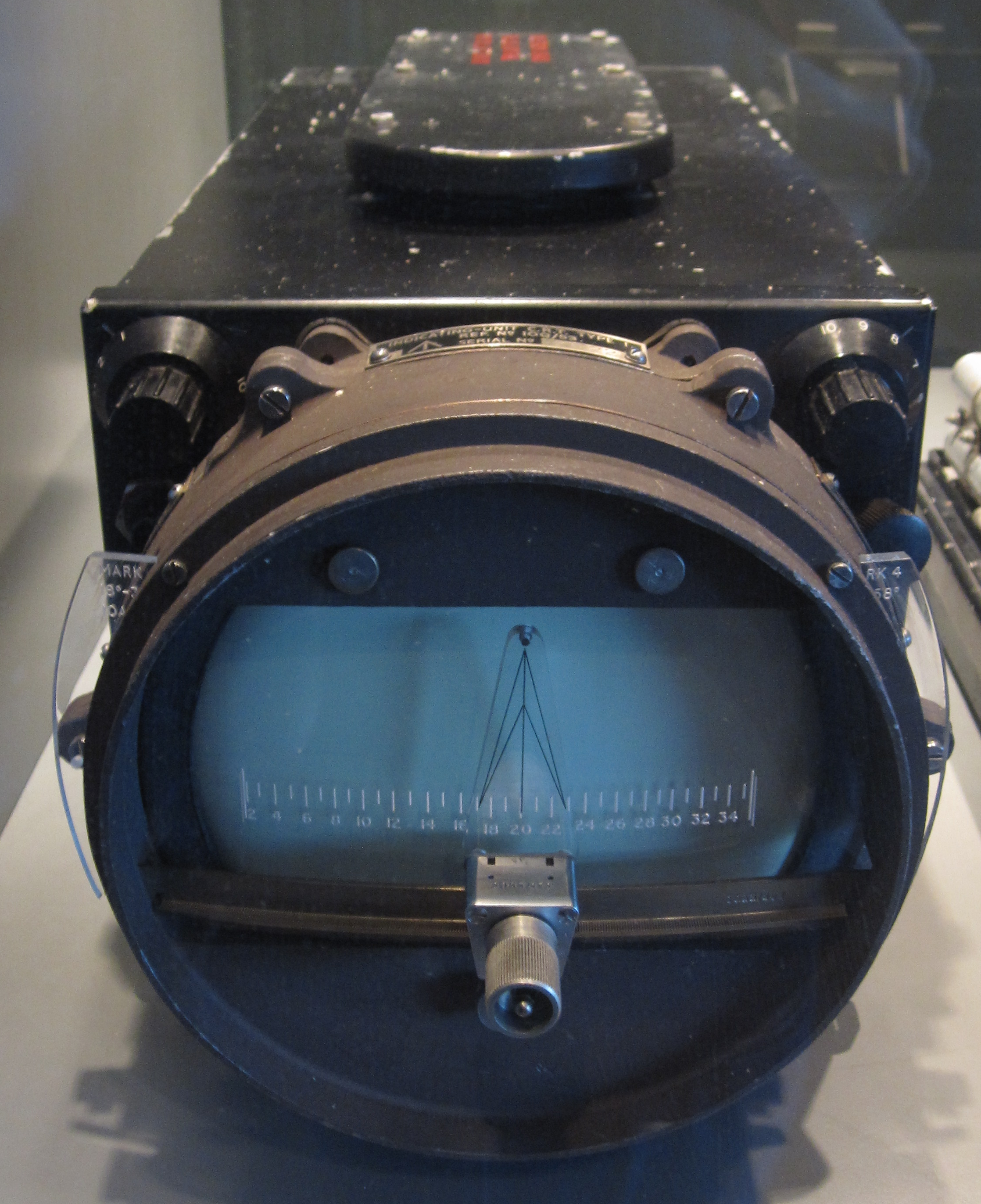
Élément d'un ASDIC dans un musée allemand.

Il émet un signal sonore d'une fréquence de 14 à 22 kilohertz à intervalle régulier. Le délai de réception des « pings » des échos permettait d'évaluer la distance du sous-marin, et sa fréquence (la hauteur de la note) permettait de savoir si le sous-marin s'éloignait ou se rapprochait, grâce à l'effet Doppler. Il est inopérant pour détecter des cibles en surface.
La température de l'eau, la salinité de l'eau de mer, sa densité, le courant et le fond influencent beaucoup la propagation de l'onde sonore, cela nécessite la présence d'un opérateur hautement qualifié pour interpréter les échos.
À l'origine, sa capacité de détection était d'environ 2 000 mètres. Elle fut améliorée durant la Seconde Guerre mondiale et à la fin de 1942, elle fut portée à deux milles marins (3700 mètres), avec un champ d'exploration plus vaste et plus directionnel. Les échos sont reportés à partir de cette date automatiquement sur une table traçante, ce qui rend plus claires les évolutions de la cible.